# 金赛尔
金赛尔 (英语：/kɪnˈseɪl/ ；爱尔兰语: Cionn tSáile ) 是爱尔兰科克郡一个历史悠久的港口和渔镇。它坐落于科克市以南约25千米（16英里）的古金塞尔角附近的东南海岸，位于班登河河口。金赛尔当地总人口为5,281（截至 2016 年人口普查），夏季旅游高峰期时人口数量还会增加。 
金塞尔是爱尔兰和海外游客的度假胜地，有帆船运动、海钓和高尔夫等休闲活动。该镇还有几家艺术画廊，爱尔兰唯一的蜂蜜酒庄和靠近市中心的大型游艇码头。 
该镇以其餐厅而闻名，包括米其林星级Bastion餐厅，并多次举办过年度美食节。 
金塞尔作为历史上具有战略意义的港口城镇，拥有建于1500年的著名建筑德斯蒙德城堡（与德斯蒙德伯爵有关，也被称为法国监狱）、卡斯尔帕克半岛上建于17世纪的詹姆斯堡的星形要塞，以及位于附近夏湾的于1677年得到部分修复的星形堡垒——查尔斯堡。其他历史建筑还包括建于1190年的圣穆尔托斯教堂（爱尔兰教会）、于1839年建成的施洗者圣约翰的雕像（天主教）和建于1600年的集市大楼。
金塞尔位于科克西南(爱尔兰众议院) 选区，该选区拥有三个席位。

## 历史
1333年，根据英格兰国王爱德华三世授予的皇家特许状，金塞尔团市委成立，负责该镇的地方管理。该市团委存在了500多年，直到1840年爱尔兰市团委法案通过, 金赛尔的地方政府管理权才被移交给城镇专员，城镇专员从1828年开始在该镇通过选举产生。这些城镇专员根据1898年爱尔兰地方政府法案规定，组成了金塞尔市议会。金塞尔市议会一直存在到2014年。当时爱尔兰废除了这一层的地方政府，这是2008-2010年金融危机后减少预算赤字的部分措施（参见2008年后爱尔兰经济衰退）。在1800年被废除之前，它在爱尔兰下议院中产生了两名议员。

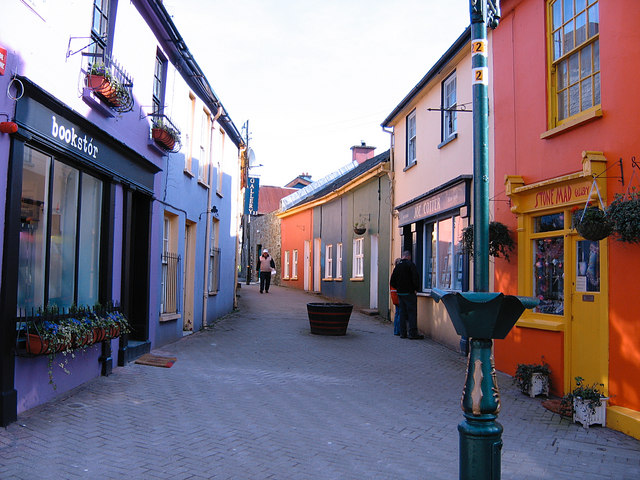
金塞尔以其历史悠久的街景和色彩鲜艳的商店而闻名。

在历史上，金塞尔与西班牙也有一些重要的偶然联系。1518年，斐迪南大公，即后来的皇帝斐迪南一世，曾造访过此地，大公的手下曾就此写过一篇关于这里居民的精彩文章 。

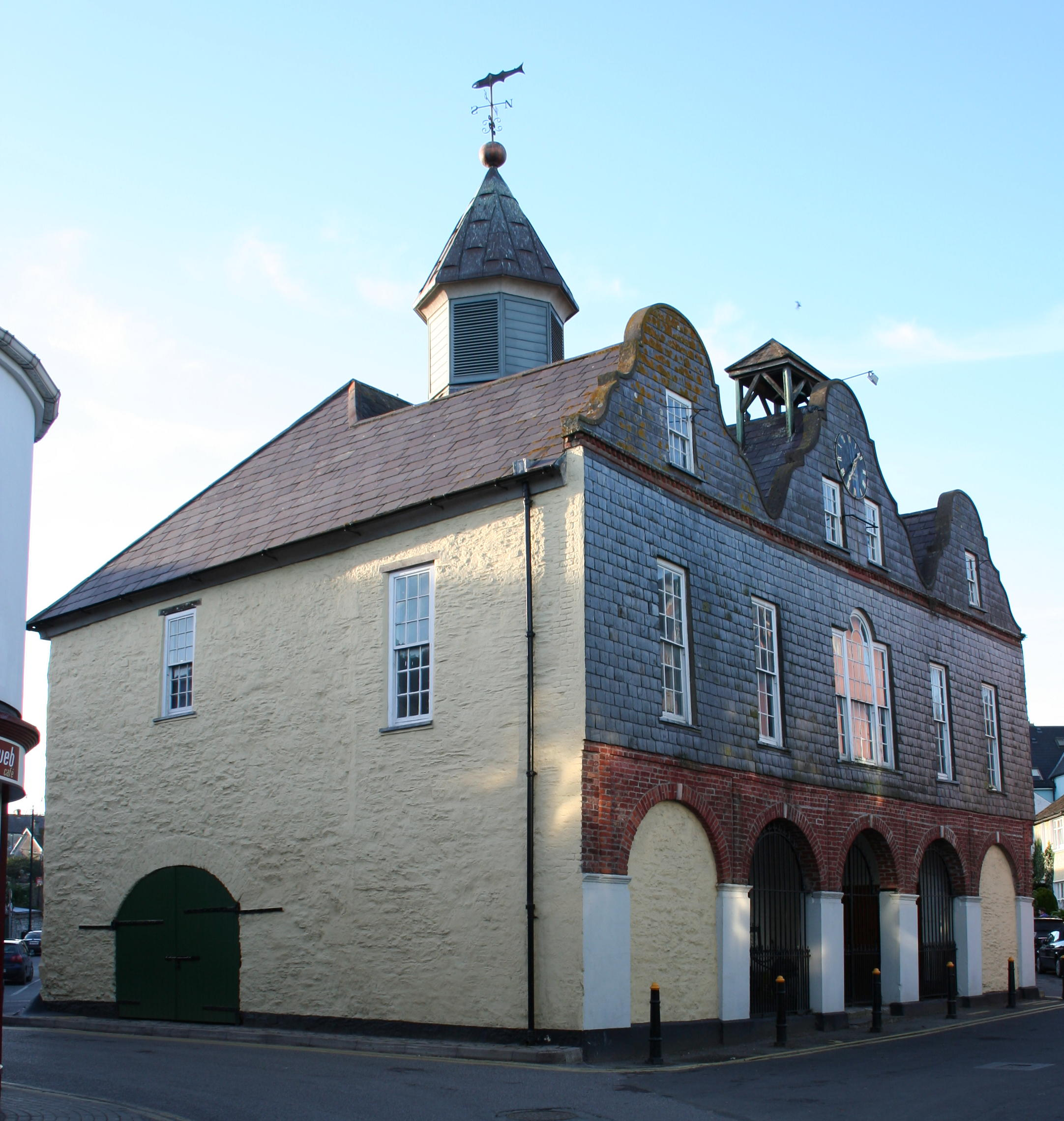
建于1600年的

1601年，一支针对英格兰王国的西班牙军事远征队登陆金塞尔，以便与爱尔兰叛军联系并通过爱尔兰袭击英格兰。结果，在九年战争接近尾声时，金塞尔之战爆发。在这场战役中，由第八代蒙乔伊男爵查尔斯·布朗特率领的英国军队击败了由两位来自阿尔斯特的爱尔兰王子第二代蒂龙伯爵休·奥尼尔和雷德·休·奥唐奈率领的爱尔兰叛军。爱尔兰军队与西班牙国王腓力三世（同时也是葡萄牙国王）的军队结盟。1607年9月，在这场战役结束的几年后，伯爵从位于西阿尔斯特多尼戈尔郡下辖的拉斯穆兰开始了其逃亡生涯。在这场逃亡中，一些爱尔兰本土贵族，包括第二代蒂龙伯爵休·奥尼尔和第一代泰康奈尔伯爵罗里·奥康奈尔亦放弃了他们的土地，逃往欧洲大陆。战斗结束后不久，用于保护海港的詹姆斯堡建成。
1649年，莱茵河的鲁珀特亲王在听到英国内战期间议会军队在伦敦处决查理一世的消息后，在金塞尔的圣穆尔托斯教堂宣布查理二世为英格兰、苏格兰和爱尔兰的国王。弗吉尼亚贸易船队使这个港口成为战时航行中最安全的目的地。 
查尔斯堡位于夏湾，建于1677年查理二世统治时期，是一个堡垒，守卫着金塞尔港的入口。它的建造是为了保护该地区，特别是港口，以免法国和西班牙人在爱尔兰登陆时使用。詹姆斯堡建于詹姆斯六世及一世统治时期，位于海湾的另一边，位于卡斯尔帕克半岛上。在战争期间，一根水下铁链被链接于横跨港口的堡垒间，用于防守、摧毁敌方船只。

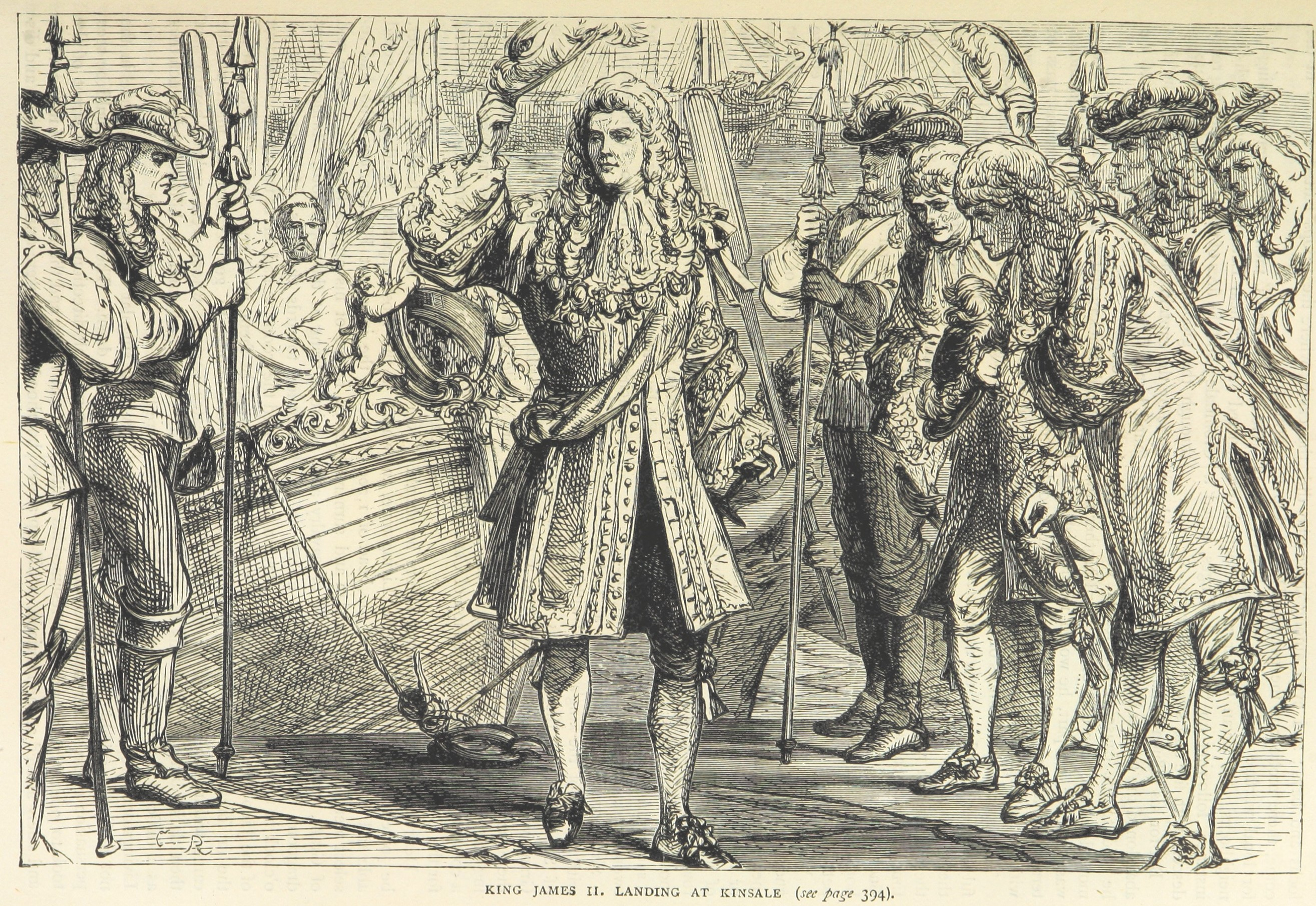
詹姆斯二世登陆金塞尔

詹姆斯二世国王（他既是英格兰国王和爱尔兰国王詹姆斯二世，也是苏格兰国王詹姆斯七世）于1689年3月带着在路易十四支持下组建的2500人的部队在金塞尔登陆，作为他在英格兰、苏格兰和爱尔兰重新掌权的运动的一部分。 1690年，詹姆斯二世从金赛尔回到法国流亡。此前，他在英国的光荣革命”（即1688年革命）中被英格兰的威廉三世（也是奥兰治-拿骚王朝的荷兰省督威廉三世）在博因河战役中击败。当时法国在路易十四的统治下也参与了战争。
从1694年起，金塞尔成为爱尔兰南部皇家海军船只的补给基地，但受河口的沙洲的限制，仅能容较小的船只出入。英国航海家兼私掠船船长伍兹·罗杰船长在记录他1708年从科克远征的回忆录中提到了金塞尔。其中，他特别提到了一对被称为“主权者的胡言”的岩石，他的船几乎在这几块岩石上搁浅。  1805年，在法国第一帝国时期的拿破仑战争期间，皇家海军将其后勤补给中心从金塞尔迁至科克港，金塞尔的军事重要性随之下降。

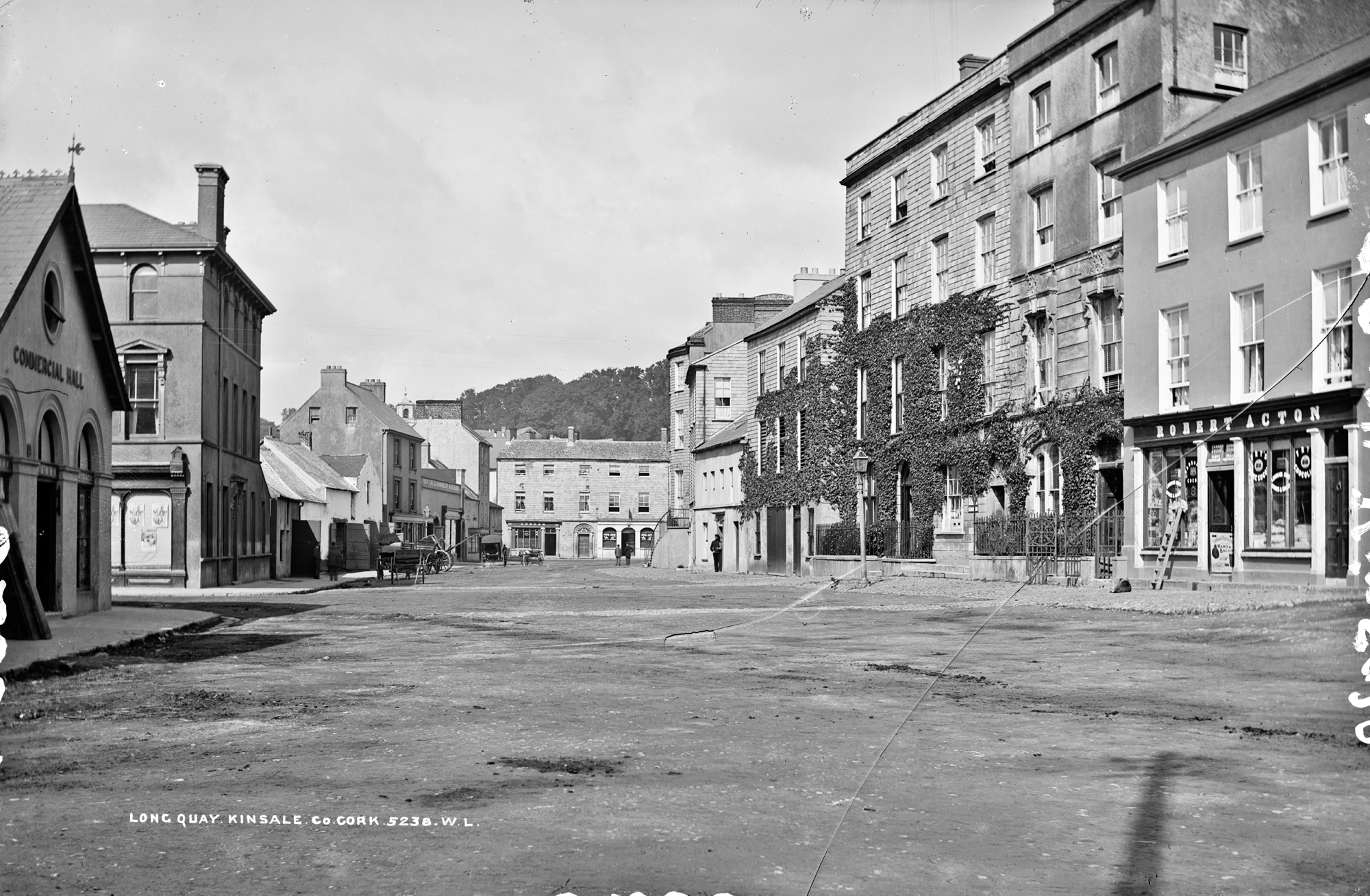
1900年左右的金塞尔长码头

1848年，纽约一神论部长威廉·史蒂文·巴尔奇和他的密友弗雷德里克·C·哈维梅耶航行到爱尔兰，最初在金塞尔下船。巴尔奇在他1850年出版的旅行回忆录《我所看到的爱尔兰》的前几章中留下了对金塞尔饥荒的详细描述。
1915年5月7日，当远洋班轮卢西塔尼亚号在第一次世界大战期间从纽约市到利物浦的航程中被德意志帝国的一艘U型潜艇击沉时，一些尸体和幸存者被带到金塞尔，随后在镇上的法院对尸体进行了验尸。为纪念此事件，当地树立起了卢西塔尼亚纪念碑，该纪念碑位于科克市以东科夫镇上的凯司门特广场。
从1863年到1931年，金塞尔有一条通过法兰格威和巴利马特的支线与科克、班登和南海岸铁路的铁路系统相连，直到金塞尔经济低谷期间，该支线被南方铁路公司关闭。该车站位于位于巴拉克山，据城镇和港口交通不便，而该线路通往科克 (艾伯特港口)的克罗斯巴里至班登线的交叉口。 
2005 年，金塞尔成为继克罗纳基尔蒂之后爱尔兰第二个公平贸易城镇。
2020年，金塞尔以其“令人惊叹的明亮街道”被《康泰纳仕旅行者》评为“英国和爱尔兰最美丽的 20 个村庄”之一。 

## 交通
Bus Éireann是金塞尔的主要公共交通工具。公交车从金塞尔到科克市定期运行，其中大部分在途中停靠科克机场。金赛尔和班登有公共交通连接，由东科克农村运输公司提供巴士服务。
1977年3月，位于该镇西南的R600公路上的杜根大主教桥通车。这座桥以汤姆·杜根·MC·OBE神父命名，他后来是一位坚定的民族主义者和秘鲁的传教士。这座桥取代了1880年代早期的旧铸铁结构，坐落于班登河上游约3公里（1.9英里）处，靠近提萨克森摩尔。

## 教育
该地区有多所中小学。该镇的社区学校曾两度被授予“爱尔兰共和国最佳学校”、并曾于2014年在BT青年科学家展上获奖。 
金塞尔学院提供许多继续教育课程，该镇还设有一所英语学校。 

## 社区和体育团体
金塞尔游艇俱乐部(KYC)始于1950年，如今是一家帆船俱乐部，全年为所有年龄段的帆船手举办赛事并承办社会活动。青少年帆船包括OP级帆船、激光级帆船和420级帆船。游艇方面，则包括Squib（龙骨船）、International Dragon（龙骨船）和A级双体船以及三个游艇级别（I级、II级和III级）。 
金赛尔橄榄球俱乐部成立于1982年，其场地用于举办一年一度的金赛尔国际七人榄球赛，每年都会吸引国际球队和成千上万的观众 。 
Kinsale GAA俱乐部在Cork GAA的卡里格莱恩分区比赛。 他们在2011年赢得了科克足球中级县锦标赛，是自1915年以来的首次夺冠。
隶属于爱尔兰羽毛球协会的金塞尔羽毛球俱乐部位于金塞尔圣穆尔托斯大厅。它为成年和青少年球员提供服务，并参加科克县联赛和杯赛的球队。
爱尔兰红十字会金塞尔分会自1939年成立以来一直运营至今，其工作人员都是志愿者，他们参加当地的活动，包括一年一度的金塞尔七人榄球赛。金塞尔红十字会有两辆救护车位于Church Lane的一栋专用建筑内，由训练有素的志愿者驾驶。
金赛尔参加了爱尔兰整洁城镇比赛，并在1986年获得了总冠军 。 
金塞尔是爱尔兰第一个“过渡镇”。在金塞尔镇议会的支持下，过渡镇社区组织在当地举行会议。它从2021年金塞尔能源下降行动计划中获得了一些指导，该计划在全球范围内催生了更多的过渡城镇。

## 娱乐和文化

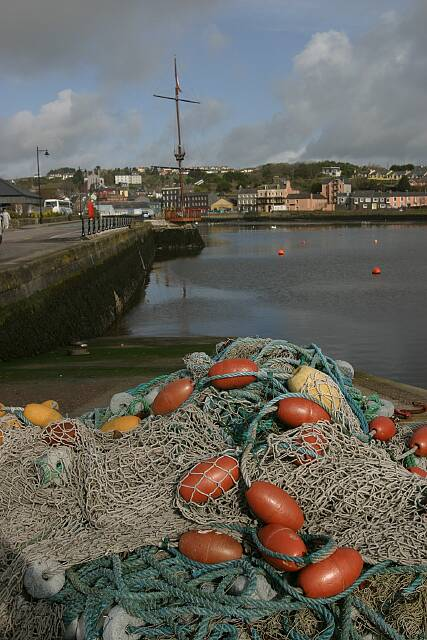
金塞尔码头

金塞尔每年10月的最后一个周末都会举办爵士音乐节，镇上的酒吧和酒店在整个周末都会举办爵士乐和蓝调乐队的音乐会，包括10月的最后一个星期一（爱尔兰的银行假日） 。 
1988年，为庆祝金赛尔在清洁城镇比赛中取得的成绩，伊利斯·奥康纳尔创作了名为“金赛尔之城”（The Great Wall of Kinsale）的巨大钢制雕塑，该雕塑最初没有上漆，矗立码头路和城镇公园旁。 
金塞尔的一家名为Bastion的餐厅，曾于2020年获得米其林一星，其厨师基斯·弗洛伊德以前是金塞尔的居民。  

## 政府与政治
该镇是科克郡议会班登-金赛尔选区的一部分，也是爱尔兰众议院选举的科克西南选区的一部分。

### 友好城市——姐妹城市
金塞尔与以下城市结为姐妹城市：
- 美国纽波特（罗德岛州）[37]
- 威尔士曼布尔斯[38]
- 意大利菲诺港
- 法国昆蒂布

## 开发
21世纪的住宅开发项目包括靠近历史中心的修道院花园计划。该开发项目包括将位于Ramparts Lane的前圣约瑟夫慈善修女院改建为79套公寓，并在院内建造 94 栋房屋。经过几年的沉寂，建设和销售活动在2015年和2016年重新开始。 
另一个住宅开发项目艾比堡（Abbey Fort）囊括位于金塞尔北部的260个单元。初始阶段于2007-2012年完成。2015年12月，国家资产管理局出售了位于艾比堡的22英亩土地的一部分。 

## 人口统计
截至2011年人口普查，金塞尔族裔由76.5%的爱尔兰白人、18.5%的其他白人、0.5%的黑人、1%的亚裔和1%的“其他”人种组成， 剩下2.5%未说明。在宗教方面，2011年的人口普查中，76%的人口信奉天主教，10%的人信奉其他宗教（主要是新教），11%没有宗教信仰，3%未说明。 

## 名人
- 亨利·罗（1812–1870），建筑师

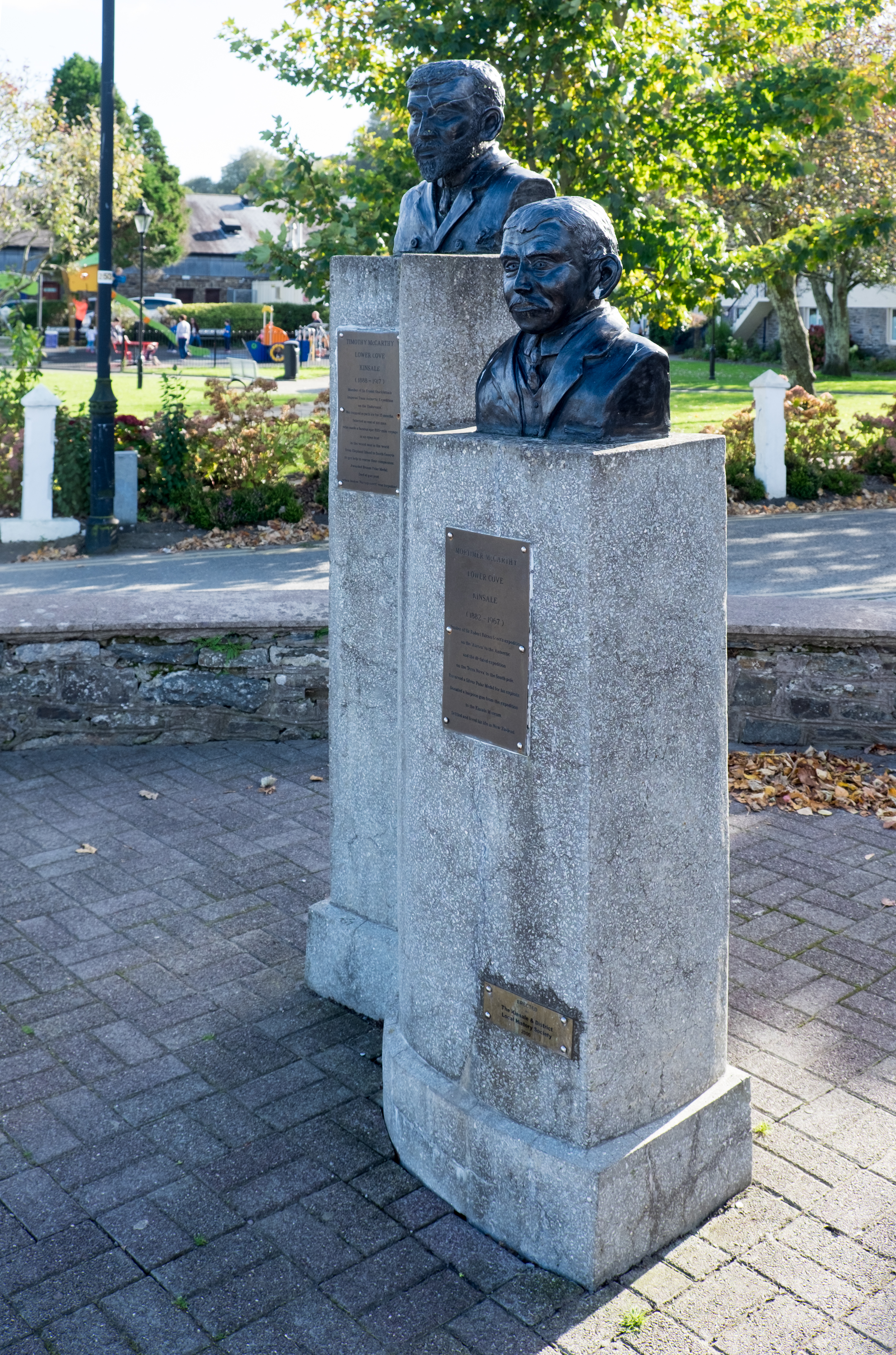
格雷厄姆·布雷特为纪念蒂莫西和莫蒂默·麦卡锡创作的港边纪念碑，摄于2000年。

- 阿里基斯·当特（1832–1878），爱尔兰教会牧师；出生于金塞尔
- 施洗者玛丽·罗素（1829–1898） 慈悲姐妹、护士、慈善家和教育家
- 艾丹·希金斯（1927–2015），诗人和小说家；住在金塞尔
- 艾斯林·贾奇（1991-），科学家，青年科技展获奖者。出生于金塞尔
- 安妮·邦尼（1702-1782），女海盗；出生在金塞尔附近
- 亚瑟·奥康纳（1763–1852），爱尔兰人联合主席和拿破仑军队的将军；住在金塞尔附近
- 席亚拉·贾奇（1998-），科学家和2014 年Google全球科学展获奖者，出生于金塞尔。
- 德里克·马洪（1941-），北爱尔兰诗人；住在金塞尔
- 德斯蒙德·奥格雷迪（1935-2014），诗人；住在金塞尔
- 埃蒙·奥尼尔（1882–1954），金塞尔商人和政治家
- 爱德华·鲍文（1780–1866），加拿大法官和律师；出生于金塞尔
- 艾琳·德斯蒙德（1932-2005），TD、参议员、MEP 和政府部长；出生于金塞尔
- 埃塞尔·科尔本·梅恩（1865–1941），作家、传记作家、文学评论家、记者和翻译；在金塞尔长大
- 芬巴·赖特（1957-），男高音；出生在金塞尔附近
- 热维斯·帕克（1695–1750），英国陆军军官；金塞尔州长
- 杰克·巴雷特（1910–1979），全爱尔兰投掷冠军；出生于金塞尔
- 詹姆斯·丹尼斯，第一代特拉克顿男爵（1721-1782），爱尔兰法官和政治家；出生在金塞尔附近
- 约翰·邓肯·克雷格（1830–1909），诗人和爱尔兰教会牧师；住在金塞尔
- 约翰·爱德华·凯利（1840-1884），新教民族主义者和芬尼亚人；出生于金塞尔
- 约翰·弗格斯·奥赫亚（约 1838-1922 年）；政治漫画家，又名“Spex”；出生于金塞尔
- 约翰·福里奥特（1691–1762），英国陆军军官；金塞尔副总督
- 约翰·汉德考克（1755–1786），英国陆军军官；金塞尔副总督
- 约翰·沙利文（1830–1884），维多利亚十字勋章获得者
- 约翰·威廉芬顿（1828-1890），音乐家；出生于金塞尔
- 约瑟夫·沃德（1832–1872），英国士兵，维多利亚十字勋章获得者；出生于金塞尔
- 基思·弗洛伊德（1943–2009），厨师；住在金塞尔附近
- 伦诺克斯·罗宾逊（1886-1958），诗人和剧作家；住在金塞尔
- 玛丽·弗朗西斯圣母（1813-1888），出生时名为乔安娜·布里奇曼，修女和护理先驱；住在金塞尔
- 莫伊拉·戴迪（1922–2010），女演员；住在金塞尔
- 莫蒂默·麦卡锡（1882–1967）参加斯科特主持的新地探险的水手和南极探险家；出生于金塞尔
- 帕迪·柯林斯（1903–1995），全爱尔兰投掷冠军；出生于金塞尔
- 帕德莱克·法伦（1905-1974），诗人；住在金塞尔
- 帕特里克·科特·奥布莱恩（1760-1806），第一个被证实身高超过 8 英尺的人；出生于金塞尔
- 彼得·麦克德莫特（1918–2011），米斯郡全爱尔兰足球运动员；出生在金塞尔附近
- 雷·康明斯（1948-），全爱尔兰冠军投手；住在金塞尔
- 帕特里克·麦克斯威尼（1885–1940），牧师、学者、古物学家、历史学家和金塞尔地区博物馆的创始人
- 罗伯特·吉宾斯（1889–1958），艺术家和作家；住在金塞尔
- 罗恩·霍兰德（1947-）游艇设计师；住在金塞尔
- SEARLS（1991-），词曲作者和西区表演者；出生于金塞尔
- 罗伯特·索斯韦尔爵士（1635–1702），外交官、爱尔兰国务卿和皇家学会会长；出生在金塞尔附近
- 托马斯·约翰逊（1872–1963），爱尔兰工党在爱尔兰众议院的第一任领袖；住在金塞尔
- 蒂莫西·麦卡锡（1888-1917），参与了欧内斯特·沙克尔顿主持的大英帝国横越南极远征的水手和探险家；出生于金塞尔
- 蒂莫西·奥基夫 (1926–1994），出版商，曾与 弗兰·奥布莱恩合作；出生于金塞尔
- 托尼·斯坎内尔（1945-2020），演员；出生于金塞尔
- 威廉·佩恩（1644–1718），宾夕法尼亚州的创始人；曾任金塞尔海事法院书记员
- 亨利·巴瑟斯特（1623-1676），科克的法官，也是金塞尔的法官，住在金塞尔的城堡公园